# Albert Steche
Albert Karl Steche (* 9. September 1862 in Plagwitz; † 28. September 1943 in Leipzig) war ein deutscher Chemiker, Unternehmer und Politiker (NLP) sowie eine Persönlichkeit der Esperanto-Bewegung.

## Leben
Steche besuchte bis 1883 die humanistische Thomasschule zu Leipzig. Nach dem Abitur studierte er Chemie an der Technischen Hochschule Dresden, der Technischen Hochschule Hannover und der Universität Würzburg. 1897 wurde er über die Methylierung der Indole zum Dr. phil. promoviert.
Seit 1887 war er als Chemiker in der Leipziger Firma Heine & Co., in der ätherische Öle und künstliche Riechstoffe hergestellt wurden, angestellt und wurde 1889 zum Teilhaber des Unternehmens, das 1859 von seinem Vater Otto Steche (1834–1908) und Carl Heine (1819–1888) gegründet worden war. In der Folge entstanden umfangreiche Fabrikanlagen im südfranzösischen Grasse und ein Fabrikneubau in Gröba. Sein Vermögen wurde 1912 mit 1,4 Millionen Reichsmark angegeben, sein jährliches Einkommen mit 110.000 Reichsmark.
Von 1909 bis 1918 war Steche als Vertreter des Wahlkreises Leipzig 6 Mitglied der zweiten Kammer der Ständeversammlung des Königreichs Sachsen. Er gehörte u. a. dem Verband Sächsischer Industrieller, in dem er von 1905 bis 1920 Vorstandsmitglied war, dem Hansa-Bund, in dem er zeitweise das Amt des Vizepräsidenten innehatte, und dem Bund der Industriellen, in dem er ebenfalls Vorstandsmitglied war, an.
Von 1920 bis 1925 war er Vorsitzender des Deutschen Esperanto-Bundes.
Kurz nach Ausbruch des Ersten Weltkriegs veröffentlichte er in der Zeitschrift Rund um die Welt eine Stellungnahme mit dem Titel Esperanto und der Weltkrieg, in der er in diesem Krieg nur Vorteile für die Verbreitung von Esperanto sah. Er hoffte auf ein Bündnis mit der Türkei zur Besetzung des Sueskanals und leitete aus den damit entstehenden Verbindungen zur islamischen Welt einen Bedarf für eine neutrale Hilfssprache ab. Zitat: „Das Bewußtsein für eine große Kulturtat im Allgemeinen und für das Deutschtum im Besonderen zu arbeiten, wird ihm eine erhebende, innere Befriedigung gewähren. Vivu Esperanto!“
Sein Sohn war der Germanist Theodor Steche (1895–1945).

## Schriften (Auswahl)
- Verwandlung der Indole in Hydrochinoline. In: Justus Liebigs Annalen der Chemie 242 (1887) 3, 348–366. doi:10.1002/jlac.18872420309 (gemeinsam mit Emil Fischer)
- Ueber einige Derivate des β-Naphtindols. In: Justus Liebigs Annalen der Chemie 242 (1887) 3, 367–371. doi:10.1002/jlac.18872420310